# Antonie Misset
Antonie Johannes Misset (ur. 14 stycznia 1901 w Hadze, zm. 1 listopada 1974 tamże) – holenderski zapaśnik walczący w stylu klasycznym. Olimpijczyk z Paryża 1924, gdzie zajął szóste miejsce w wadze lekkociężkiej.

## Turniej wParyżu 1924
| Konkurencja            | Walki                | Walki              | Walki                 | Walki                   | Klas. końcowa |
| Konkurencja            | Przeciwnik I         | Przeciwnik II      | Przeciwnik III        | Przeciwnik IV           | Miejsce       |
| ---------------------- | -------------------- | ------------------ | --------------------- | ----------------------- | ------------- |
| 82,5 kg styl klasyczny | Jean Baumert (FRA) Z | Stevan Nađ (YUG) Z | Onni Pellinen (FIN) P | Ibrahim Mustafa (EGY) P | 6.            |